# 卡巴里
《卡巴里》（英語：Kabali）是2016年泰米尔语的印度黑幫電影，由Pa. Ranjith編劇及導演，製片是S. Thanu。劇情以卡巴里（Kabaleeswaran，由拉吉尼坎特飾演）及Tony Lee（由趙文瑄飾演）之間的幫派鬥爭為主。主演的還有由拉德西卡·阿普泰、Dhansika、Dinesh Ravi、Kalaiyarasan及John Vijay等人。

## 外部連結
- 互联网电影数据库（IMDb）上《Kabali》的资料（英文）
- Box Office Mojo上《卡巴里》的資料（英文）